# جاناتان فلت
جاناتان فلت (انگلیسی: Jonathan Flatt؛ زادهٔ ۱۲ سپتامبر ۱۹۹۴) بازیکن فوتبال است.
از باشگاه‌هایی که در آن بازی کرده‌است می‌توان به باشگاه فوتبال ولورهمپتون واندررز و باشگاه فوتبال بارو اشاره کرد.